# Centro Cultural España Córdoba
El Centro Cultural España Córdoba es una institución mixta dependiente de la Agencia Española de Cooperación Internacional para el Desarrollo (AECID) y la Municipalidad de Córdoba, Argentina; forma parte de la Red de Centros Culturales de España.   en el exterior. Las actividades culturales que lleva a cabo buscan fomentar la participación ciudadana en la vida cultural a través del arte, dar protagonismo a los agentes culturales de la ciudad y potenciar la cultura como un derecho humano que permita mejorar las condiciones de vida de los ciudadanos. El CCEC pretende brindar difusión a nuevas tendencias estéticas, dar espacio a artistas emergentes y aquellos provenientes de la autogestión, y crear un polo de producción artística iberoamericana en constante sinergia con otras instituciones. La nutrida programación del CCEC y su sistema comunicacional se han convertido en referente de las agendas culturales de otras instituciones públicas y privadas del circuito local. Ha sido galardonado con el Premio "Hugo Parpagnoli" al museo o institución cultural del año 2005, concedido por la Asociación Argentina de Críticos de Arte.

## La Casa
El CCEC se encuentra ubicado en el centro de Córdoba Capital, en la calle Entre Ríos 40. La Casa es uno de los principales exponentes de la arquitectura doméstica cordobesa del siglo XIX, y uno de los pocos que se conservan hasta el día de hoy. Está formada por: 
- Un Perro Andaluz, auditorio.
- Salas de Exposición, primer Patio.
- Aljibe, Segundo Patio.
- Auditorio para Conciertos, Tercer Patio.
- Mediateca Enterate
- Radio Eterogenia

## Historia
La vivienda actual fue construida entre los años 1871 y 1876 por la familia Garzón Maceda. Sufrió posteriores modificaciones que la acercaron al estilo romano, con tres patios recintos y jerarquizando sus ámbitos, que tradujeron la vida social de sus habitantes.
La vivienda, cambió de propietarios a lo largo del siglo, hasta que en 1980, por decreto 2167 la Municipalidad de Córdoba, se creó el Museo Histórico de la Ciudad y se destinó el inmueble para su funcionamiento a partir de[1983. El proyecto fue realizado por Marina Waisman, junto a Freddy Guidi y Teresa Sassi. En 1991 la Comuna rindió homenaje a uno de sus grandes artistas plásticos, rebautizando la casa como Centro Municipal de Exposiciones José Malanca y, hasta la fundación de la Institución, funcionó en el Museo Municipal de Exposiciones José Malanca, cedido luego para la conformación de este espacio.
El Centro Cultural España Córdoba abrió sus puertas el 7 de abril de 1998, fruto del acuerdo internacional entre la Agencia Española de Cooperación Internacional para el Desarrollo y la Municipalidad de Córdoba, con el propósito de brindar difusión a nuevas tendencias culturales, un resguardo para artistas emergentes y aquellos provenientes de la autogestión, como así también  crear un polo de producción artística iberoamericana.
En 2015, la Secretaría General Iberoamericana (Segib) y el Ministerio de Asuntos Exteriores y de Cooperación de España firmaron un acuerdo conforme al que se comprometía “el aprovechamiento de dichas infraestructuras por parte de los Estados miembros de la Comunidad Iberoamericana de Naciones, para la realización de actividades concretas de cooperación y promoción cultural”.

## Mediateca Enterate
La Mediateca del CCEC es un espacio abierto de lectura, trabajo, consulta e investigación por lo que es considerada zona de silencio concebida para trabajar individualmente.
Horario: lunes a viernes 10h a 14h y de 16h a 21h
La Mediateca dispone de una libros, monografías y ensayos que se organizan en colecciones. Entre ellas hay publicaciones de la AECID, libros publicados por la Agencia Española de Cooperación Internacional para el Desarrollo, Ediciones Cultura Hispánica o Instituto de Cooperación Iberoamericana. Se pueden consultar temáticas sobre gestión cultural, revistas para promotores, gestores y animadores culturales, cómics, libros sobre cultura iberoamericana, entre otras publicaciones.
La consulta del material de Mediateca es libre y gratuita; pero el préstamo externo de libros está reservado a los lectores con carné, empleados del CCEC y bibliotecas e instituciones relacionadas.

## Radio Eterogenia
Eterogenia es un portal web y una radio que transmite por streaming de internet las 24hs todos los días. En el portal se puede escuchar el canal de streaming en línea, los podcast de entrevistas, leer notas, novedades sobre la programación, contactar con el equipo de coordinación de la radio y con los programas que integran la emisora.
La programación de Eterogenia incluye programas de interés general, literatura, experimentación sonora, teatro y musical de teatro, histórico culturales, educación alternativa, colectivos, inclusión, programas musicales, entre otros.

### Historia
Eterogenia inicia su emisión de prueba en el mes de diciembre del 2009 y adopta como fecha de lanzamiento oficial, el día 17 de mayo del 2010, fecha en la que se conmemora el DIA DE INTERNET.
Eterogenia es una proyecto comunicacional liderado por el Centro Cultural España Córdoba a su vez un organismo mixto dependiente de la Municipalidad de Córdoba y de la Agencia Española de Cooperación Internacional para el Desarrollo. (AECID), e integra la cadena de radios virtuales como Ondas Ayvú (Asunción, Paraguay), La Radio Tomada (El Salvador) o Radio Concón (Santo Domingo, República Dominicana), generadas en los laboratorios audiovisuales de los Centros Culturales de España. Igualmente es una radio asociada a Radio Exterior de España.
El objetivo principal de Radio Eterogenia es contribuir a través de la programación de contenidos artísticos y la producción periodística a la divulgación de eventos y prácticas artísticas y culturales locales y de redes; las tecnologías alternativas que promueven la cultura contemporánea; las buenas prácticas ciudadanas; y la construcción de ciudadanía.